# 도검난무
《도검난무-ONLINE-》(일본어: 刀剣乱舞 도켄란부[*])은 DMM 게임스와 니트로플러스가 공동 제작한 웹 게임이다. 명검을 모에화한 도검남사(刀剣男士)를 수집 및 강화하여 적을 토벌해 나가는 도검 육성 시뮬레이션 게임이다. 공식 약칭은 도라부(일본어: とうらぶ)이다.

## 비판

### 도용
2015년 7월 10일, 운영팀은 외부에서 이미지 도용이 있다는 지적을 받았으며, 도용이 있었다는 것을 인정했다. 원작자인 니트로플러스는 문제의 사진이 회사에서 의뢰 한 것이며, 실수가 있음을 인정하고 사과문을 자사 홈페이지에 게재했다. 이에 따라 DMM은 도용이 있었던 아이콘 등 이미지 20점의 교체를 지시했다. 이 영향으로 2015년 여름에 구현 예정이었던 새로운 무대의 구현이 연기되었다.

### 관계자 물의
2015년 7월 30일에 니트로플러스 각본 및 세계관을 담당하는 시바무라 유리가 같은 해 5월에 개최 된 콘텐츠 문화사 학회에서 사용자가 많아지는 것에 대해 대동아공영권에 비유하는 발언을 하고, 트위터 계정에서 도검난무에 관련하여 특정 사상 신조에 대한 트윗을 게시한 것에 대해 논란이 일었다.